# Фолсом (Пенсилванија)
Фолсом (енгл. Folsom) насељено је место без административног статуса у америчкој савезној држави Пенсилванија.

## Демографија
По попису из 2010. године број становника је 8.323, што је 251 (3,1%) становника више него 2000. године.
| Група             | 2000.         | 2010.         |
| Белци             | 7.749 (96,0%) | 7.644 (91,8%) |
| Афроамериканци    | 148 (1,8%)    | 280 (3,4%)    |
| Азијати           | 86 (1,1%)     | 146 (1,8%)    |
| Хиспаноамериканци | 48 (0,6%)     | 153 (1,8%)    |
| Укупно            | 8.072         | 8.323         |